# Billy Taylor
Billy Taylor (24. července 1921, Greenville, Severní Karolína, USA – 28. prosince 2010, Manhattan, New York, New York) byl americký jazzový pianista a hudební skladatel. Spolupracoval s mnoha hudebníky, mezi nejznámější patří Charlie Parker, Dizzy Gillespie, Miles Davis nebo Dee Dee Bridgewater.

## Život
Narodil se roku 1921 ve městě Greenville v Severní Karolíně, ale brzy se přestěhoval do Washingtonu. V dětství hrál na několik nástrojů, ale nakonec zůstal jen u klavíru. Studoval sociologii na Virginia State College, ale nakonec zde získal titul z hudby. Později se usadil v New York, kde od roku 1944 působil jako profesionální hudebník. Zde nejprve vystupoval se saxofonistou Benem Websterem. Vedle vystupování a nahrávání alb se věnoval také televizní kariéře. Byl jedním z mála jazzových hudebníků, kteří dosáhli úspěchu i v této oblasti. Od roku 1958 pracoval například jako hudební ředitel pořadu The Subject is Jazz. Zemřel na srdeční záchvat roku 2010 ve věku 89 let.